# Sant’Antonio di Ranverso

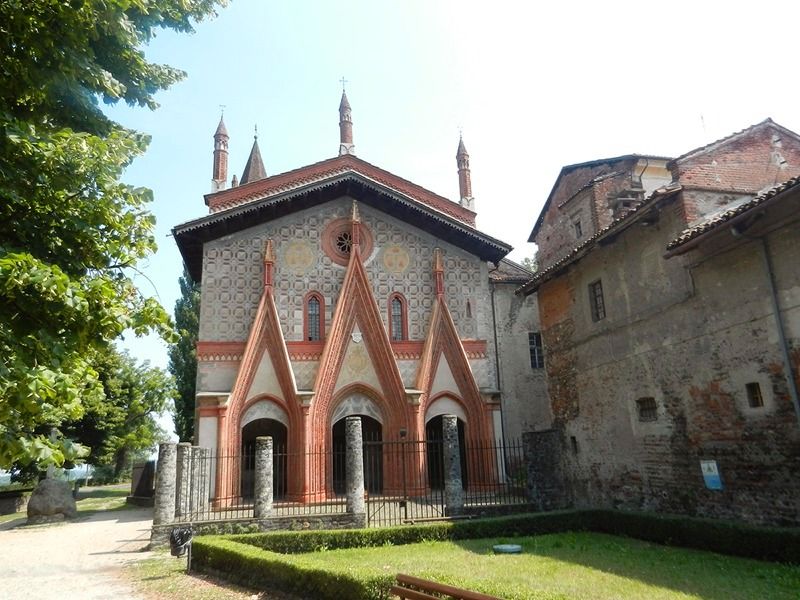
Sant’Antonio di Ranverso, Fassade der Kirche

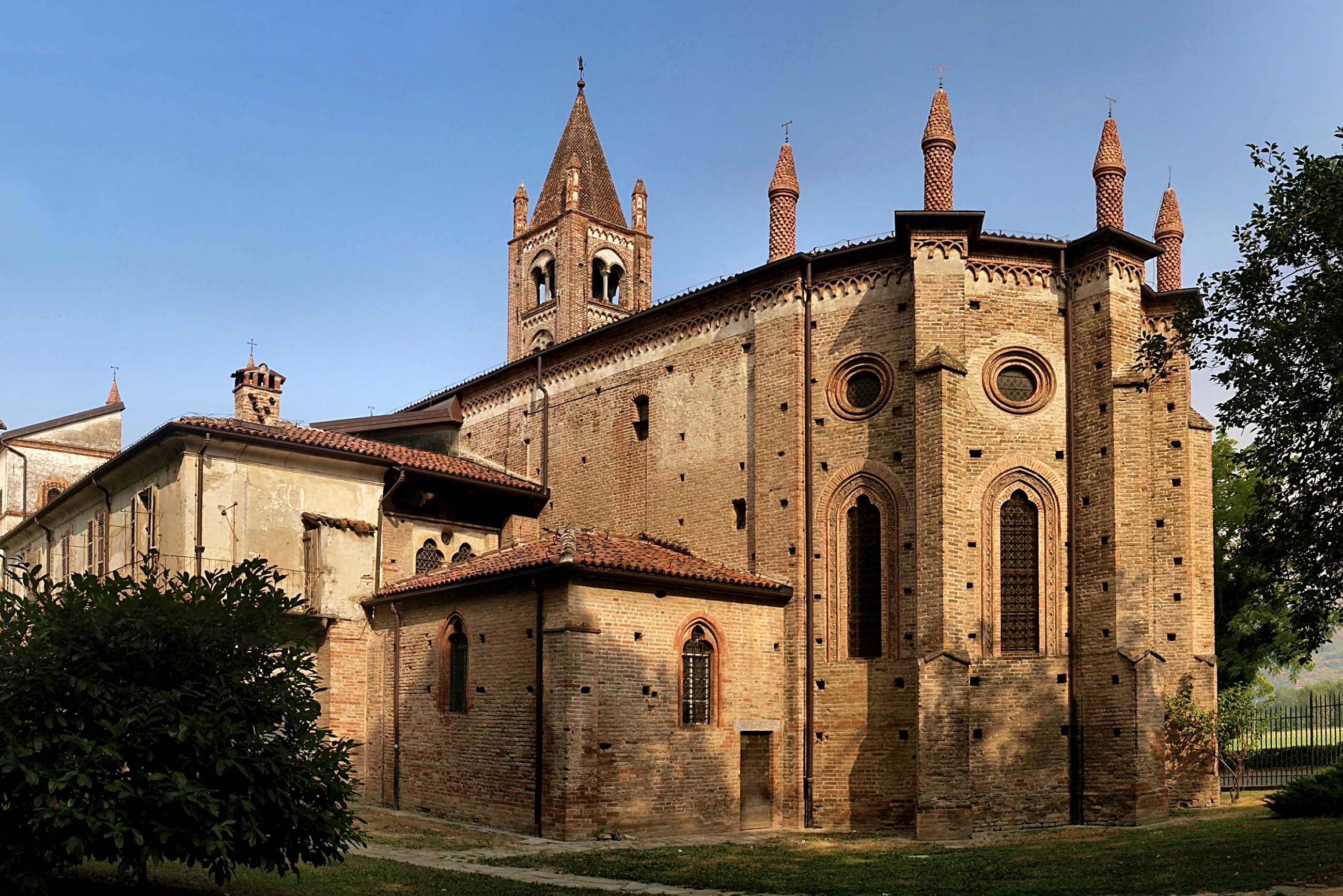
Blick zum Chor

Sant’Antonio di Ranverso ist eine ehemalige Abtei in der kleinen Ortschaft Buttigliera Alta westlich von Turin am Eingang des Susatales (Val di Susa). Sie wurde im Jahr 1188 von Umberto III. von Savoyen gegründet.

## Geschichte
Ranverso kommt aus dem lateinischen Rivus Inversus, womit ein nördlich der Moränenhügeln gelegener Kanal gemeint ist. Die dem heiligen Antonius dem Einsiedler gewidmete Abtei wurde von Antoniter-Chorherren bewohnt, die dort ein Hospiz für über die Alpen ziehende Pilger betrieben und das Antoniusfeuer durch das Einreiben mit Schweinespeck bekämpften. Die romanische Kirche wurde mit der neu gegründeten Abtei erbaut.
Der Komplex erfuhr in den folgenden Jahrhunderten zahlreiche Veränderungen. Vom Hospiz ist heute nur noch die Fassade erhalten.
Die Kirche wurde um 1300 im lombardisch-gotischen Stil verändert und ein Campanile hinzugefügt.
An der Kirchenwänden befinden sich Fresken aus dem 13. Jahrhundert sowie ein Freskenzyklus des damaligen Hofmalers Savoyens Giacomo Jaquerio um 1430 mit der Darstellung des Kreuzweges Jesu in der Sakristei. Die Fresken im Presbyterium stammten von Defendente Ferrari aus dem Jahr 1531.
Unter Papst Pius VI. ging die Abtei 1776 bis heute in das Eigentum des Mauritiusordens über.